# علي أبو محمد الداغستاني
علي أبو محمد الداغستاني  (علي أصحاب كيبيكوف) (بالأوارية: ГІали Абу МухІаммад ад-Дагъистани)‏ - أمير وقاضي إمارة القوقاز الإسلامية وصاحب اقل فترة امارة لإمارة القوقاز الإسلامية منذ تأسيسها والفترة كانت تقريباً عام واحد فقط.

## ولادته
ولد سنة 1972 م في قرية طِلِيتْلْ في منطقة شامل بولاية داغستان في أسرة الفلاحين، كان والده مؤذناً في مسجد القرية.

## تعليمه
في سنة 1979 م ذهب إلى الصف الأول بمدرسة القرية المتوسطة، وفي 1989 م بعد التخرج منها التحق بكلية التكنولوجيا والاقتصاد في جامعة داغستان التربوية.
ووقت دراسته في المدرسة كان يأخذ دروس اللغة العربية والقرآن من أساتذة القرية.
وبعد تخرجه من الجامعة في سنة 1995 أخذ دروس التربية الإسلامية من الشيخ حمزة بن إسحاق الذي تخرج من جامعة الزيتونة بتونس، وبذلك يعتبر هو أول شيخ له.
في عام 2000 م سافر إلى الشام بهدف طلب العلم والتحق في نفس السنة بالصف الثالث في معهد أبي النور الإسلامي، وبعد تخرجه منه التحق بجامعة أحمد كفتارو الإسلامية.
وأثناء دراسته في الجامعة أخذ دروساً من الشيخ الدكتور مرتضى علي محمدوف (وهو ابن أخته).
وكان أستاذه الأول نبيل الأحمر من الجزائر، الذي فتح له عقيدة أهل السنة والجماعة. وكذلك أخذ الدروس في الفقه والحديث من الشيخ نور الدين عتر والشيخ صادق الحبنكة الميداني وغيرهما.
بعد تخرجه من الجامعة في عام 2005 م عاد إلى وطنه داغستان، حيث واصل دراسته وعمله في العاصمة محج قلعة .
وعندما عاد الشيخ مرتضى علي من الشام أصبحا يعملان معاً في المدرسة الإسلامية ببلدة تَارْكِي بضاحية شامل قلعة، وعملا هناك حتى أخرجهما منها مدير المدرسة غدراً ومنتهكاً جميع الاتفاقات التي وقعوها.
فاضطروا لترك المدرسة والتحرك نحو مدينة كِزِيلْيُورْتْ في شمال داغستان، حيث درّس الشيخ مرتضى علي فيها وساعده الشيخ أبو محمد.
بعد ذلك انتقل الشيخ مرتضى علي إلى مدينة خاسافيورت في غرب داغستان، حيث بدأ مهنة التدريس وقرر الشيخ أبو محمد بدراسة مؤلفات شيوخ الجهاد والعقيدة كالشيخ ابن تيمية ومحمد بن عبد الوهاب وعبد القادر بن عبد العزيز وأبو محمد المقدسي، وتعمق في دراسة العقيدة وفقه الجهاد.

## انخراطه في العمليات الحربية
في عام 2009 م عندما قتل الشيخ مرتضى علي ، قرر هو والشيخ أبو عثمان الغيمراوي (قاضي ولاية داغستان) الخروج للقتال، و في عام 2010 م خرج للمشاركة في عمليات مقاومة الاحتلال الروسي.
وفي نفس السنة التقيا بأمير البراء – أمير داغستان آنذاك - وبإبراهيم الغيمراوي وغيرهما من المقاتلين . وعينه حالاً الأمير سيف الله غوبديني قاضياً لولاية داغستان. وبعد مقتل سيف الله الغوبديني عينه دوكو عمروف أمير الإمارة الأسبق قاضياً لإمارة القوقاز. وعين هو الشيخ أبو عثمان الغيمراوي مكانه قاضياً لولاية داغستان.
وبعد مقتل دوكو عمروف في 18 مارس 2014 عينه أمراء الولايات الأربع: داغستان (أبو محمد رُستام أسيلديروف) والشيشان (حمزة أسلان باتوكايف) وأنغوشيا (عبد الله أرتور غتاغجايف) وكبردا بلكار وكرتشاي (بيرخام أستميروف) أميرا لإمارة القوقاز. وفي البداية لم يكن موافقاً على اختيارهم، ولكنهم كتبوا إليه جميعاً أنه كانت رغبة دوكو أبو عثمان أن يكون أميراً لقوقاز شخص لديه معارف شرعية. وبعد ذلك سأل قاضي داغستان أبا عثمان الغيمراوي ملحاً أن يأخذ هذه المسؤولية على عاتقه ولكن حصل منه على إجابة سلبية.

## مقتله
في مساء يوم الأحد 19 أبريل 2015، بعد حصار فرضته القوات الروسية خلال عملية خاصة للجنة مكافحة الإرهاب الروسية على منزل في ضواحي مدينة بويناكسك وسط داغستان ، كان يتواجد فيه الشيخ أبو محمد الداغستاني مع زوجته وأمير منطقة أونتسوكول بولاية داغستان شامل البلاخاني، و رفض أن يُسلَم نفسه ودارت بينهما اشتباكات أسفرت عن مقتله هو وزوجته وشامل البلاخاني .